# Agri Dyssen
Agri Dyssen eller Grovlegård-dyssen er runddysse i Mols Bjerge lidt nordvest af Agri.
Det er en velbevaret lille runddysse, der ligner hundredvis af andre dysser i Danmark. Lige bortset fra dækstenen, som er meget stor. Den vejer op mod 20 tons. Dyssen er blevet besøgt af flere berømte arkæologer gennem tiderne. Nationalmuseets direktør Sophus Müller fik dyssen fredet i 1877. Arkæologen C.L. Vebæk var også på en berejsning i 1946. 
Undersøgelser har vist, at den store dæksten udgør den ene halvdel af en klippeblok. Den anden halvdel er overligger på en anden runddysse, Poskær Stenhus og  Agri Dyssen og Poskær Stenhus er på den måde tvillinger. Poskær Stenhus ligger to kilometer længere mod syd ad vejen til Knebel fra Agri. Man kan ikke med sikkerhed sige, om stenen er spaltet af stenalderens dyssebyggere. Det kunne også være istidens frost, som har flækket stenen i to dele og efterladt dem langt fra hinanden, da der ikke er sikre spor efter kløvning i stenen. Tvillingesten kendes fra mange jættestuer og dysser. Stenalderens bønder havde teknologien til at flytte endog meget tunge sten over store afstande..